# Liste der Biografien/Langk
Liste der Biografien |
Portal Biografien |
Personensuche
# |
A |
B |
C |
D |
E |
F |
G |
H |
I |
J |
K |
L |
M |
N |
O |
P |
Q |
R |
S |
T |
U |
V |
W |
X |
Y |
Z |
?
 
La |
Lb |
Lc |
Le |
Lg |
Lh |
Li |
Lj |
Ll |
Lm |
Lo |
Lp |
Lt |
Lu |
Lv |
Lw |
Lx |
Ly |
Lz
 
Laa |
Lab |
Lac |
Lad |
Lae–Lah |
Lai |
Laj |
Lak |
Lal |
Lam |
Lan |
Lao |
Lap |
Laq |
Lar |
Las |
Lat |
Lau |
Lav |
Law |
Lax |
Lay |
Laz
 
Lana |
Lanc |
Land |
Lane |
Lanf |
Lang |
Lanh |
Lani |
Lanj |
Lank |
Lanl |
Lanm |
Lann |
Lano |
Lanp |
Lanq |
Lanr |
Lans |
Lant |
Lanu |
Lanv |
Lanw |
Lanx |
Lany |
Lanz
 
Langa |
Langb |
Langd |
Lange |
Langf |
Langg |
Langh |
Langi |
Langj |
Langk |
Langl |
Langm |
Langn |
Lango |
Langr |
Langs |
Langt |
Langu |
Langv |
Langw 
Die Liste der Biografien führt alle Personen auf, die in der deutschsprachigen Wikipedia einen Artikel haben. Dieses ist eine Teilliste mit 16 Einträgen von Personen, deren Namen mit den Buchstaben „Langk“ beginnt.

## Langk

### Langka
- Langkammer, Margarete (1866–1922), deutsche Schauspielerin und Schriftstellerin
- Langkamp, Matthias (* 1984), deutscher Fußballspieler
- Langkamp, Sebastian (* 1988), deutscher Fußballspieler
- Langkau, Erhard (1877–1967), deutscher Maler und Grafiker
- Langkau, Otto (1871–1945), deutscher römisch-katholischer Geistlicher und Märtyrer
- Langkau, Paul (1903–1945), deutscher römisch-katholischer Geistlicher und Märtyrer
- Langkau, Wolfgang (1903–1991), deutscher Generalmajor der Reserve und Angehöriger des Bundesnachrichtendienstes

### Langke
- Langkeit, Katja (* 1983), deutsche Handballspielerin
- Langkeit, Willy (1907–1969), deutscher Offizier, zuletzt Brigadegeneral im BundesgrenzschutzWilly Langkeit (1907–1969)

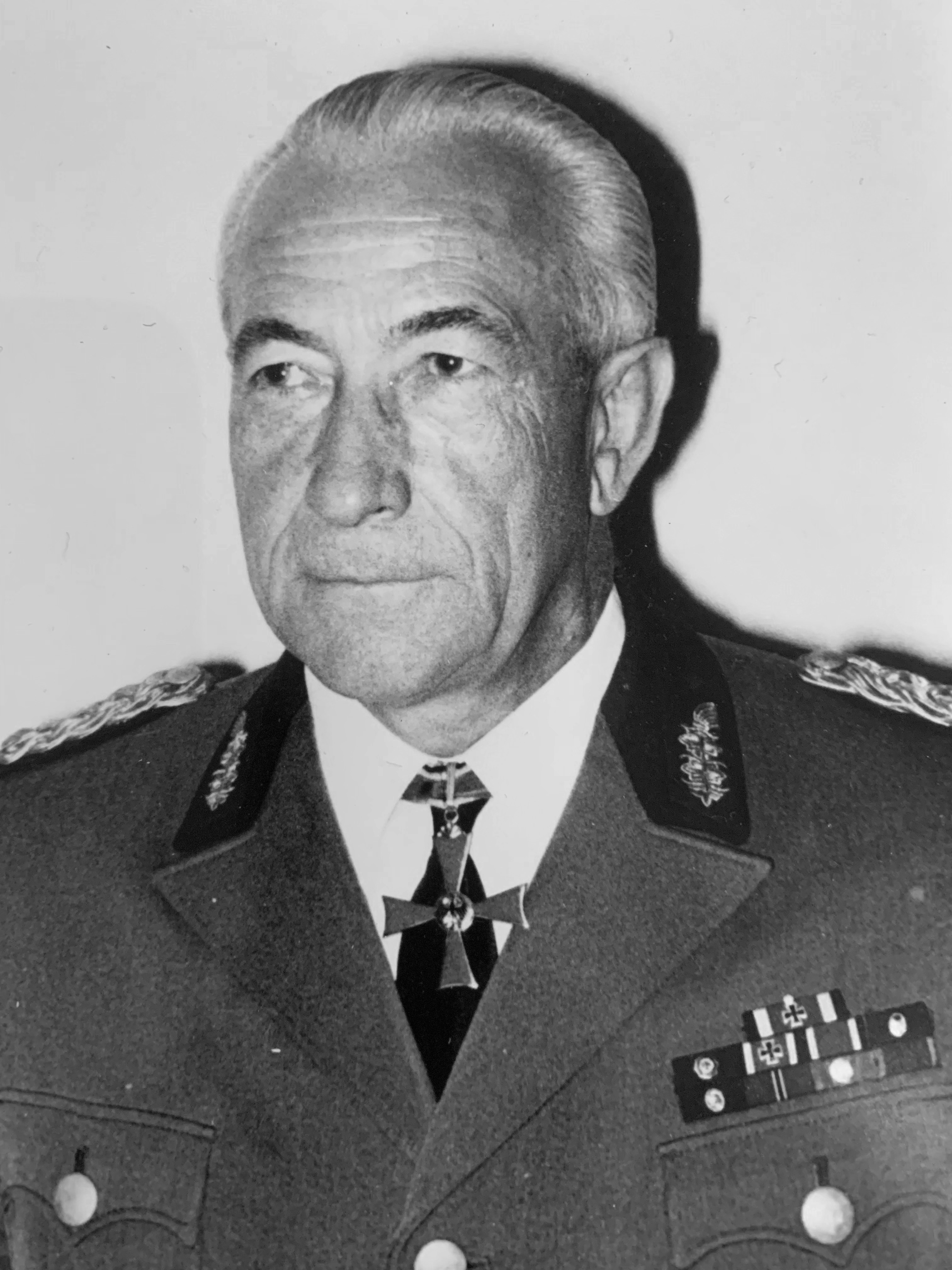
Willy Langkeit (1907–1969)

### Langki
- Langkilde, Kirsten Merete (* 1954), dänische Kunstwissenschaftlerin

### Langkj
- Langkjær, Svend (1886–1948), dänischer Hochspringer, Weitspringer, Kugelstoßer, Hammerwerfer und Zehnkämpfer

### Langko
- Langko, Dietrich (1819–1896), deutscher Maler
- Langkopf, Kerstin, deutsche Rennrodlerin
- Langkow, Daymond (* 1976), kanadischer Eishockeyspieler
- Langkow, Scott (* 1975), kanadischer Eishockeytorwart

### Langkr
- Langkruis, Rinus (* 1950), niederländischer Radrennfahrer